# Mark Day
Pour les articles homonymes, voir Day.
 (juin 2016).
Si vous disposez d'ouvrages ou d'articles de référence ou si vous connaissez des sites web de qualité traitant du thème abordé ici, merci de compléter l'article en donnant les références utiles à sa vérifiabilité et en les liant à la section « Notes et références ».
Mark Day est un monteur britannique né en 1958. Il est connu pour son travail dans Harry Potter 5, 6 et 7.

## Biographie
Mark Day est le fils du photographe, Ernest Day et le neveu du réalisateur, Robert Day.

## Filmographie

### En tant que monteur

#### Cinéma
- 1988 : Number 27 de Tristram Powell
- 1992 : The Hummingbird Tree de Noella Smith
- 1998 : Envole-moi de Paul Greengrass
- 2002 : Mystics de David Blair
- 2007 : Harry Potter et l’Ordre du Phénix de David Yates
- 2009 : Harry Potter et le Prince de sang-mêlé de David Yates
- 2010 : Harry Potter et les Reliques de la Mort, Première Partie de David Yates
- 2011 : Harry Potter et les Reliques de la Mort, Deuxième Partie de David Yates
- 2012 : Sous surveillance de Robert Redford
- 2013 : Il était temps de Richard Curtis
- 2015 : Ex machina d'Alex Garland
- 2016 : Tarzan de David Yates
- 2016 : Les Animaux fantastiques de David Yates
- 2018 : Kin : Le Commencement (Kin) de Jonathan Baker et Josh Baker
- 2020 : Made in Italy de James d'Arcy
- 2023 : Marchands de douleur (Pain Hustlers) de David Yates
- 2025 : Bridget Jones : Folle de lui (Bridget Jones: Mad About the Boy) de Michael Morris

#### Télévision
- 2000 : The Sins (série télévisée)
- 2001 : NCS: Manhunt de Michael Whyte (téléfilm)
- 2001 : The Way We Live Now (4 episodes)
- 2002 : Rank de David Yates (court-métrage)
- 2002 : Flesh and Blood de Julian Farino (téléfilm)
- 2002 : 	Rose and Maloney (série télévisée)
- 2003 : Jeux de pouvoir (6 épisodes)
- 2004 : The Young Visiters de David Yates (téléfilm)
- 2004 : Donovan (série télévisée)
- 2004 : Sex Traffic de David Yates (téléfilm)
- 2005 : Meurtres à l'anglaise (1 épisode)
- 2005 : Rencontre au sommet de David Yates (téléfilm)
- 2005 : Coup de foudre royal de David Blair (téléfilm)
- 2006 : Vie sauvage (3 épisodes)

### En tant qu'ingénieur du son

#### Télévision
- 1981 - 1984 : Bergerac (série télévisée, 4 épisodes)
- 1986 :  The Singing Detective (série télévisée)
- 1986 : Screen Two (série télévisée)

## Distinctions

### Nominations
- 1987 : BAFTA TV Award du meilleur son pour The Singing Detective
- 1993 : BAFTA TV Award du meilleur montage pour Screen Two
- 2002 : BAFTA TV Award du meilleur montage pour The Way We Live Now
- 2002 : Royal Television Society Award du meilleur montage pour un drame The Way We Live Now
- 2003 : Royal Television Society Award du meilleur montage pour un drame Jeux de pouvoir
- 2004 : Royal Television Society Award du meilleur montage pour un drame The Young Visiters
- 2005 : Gemini Award du meilleur montage pour un téléfilm Sex Traffic
- 2006 : Primetime Emmy Awards du meilleur montage pour Rencontre au sommet
- 2012 : Saturn Award du meilleur montage pour Harry Potter et les Reliques de la Mort 2e partie

### Récompenses
- 1987 : BAFTA TV Award du meilleur son pour Screen Two
- 2004 : BAFTA TV Award du meilleur montage pour Jeux de pouvoir
- 2005 : BAFTA TV Award du meilleur montage pour Sex Traffic
- 2005 : Royal Television Society Award du meilleur montage pour un drame Sex Traffic